# Dzidra Rieksta
Dzidra Alfredovna Rieksta (* 10. Januar 1927 in Kursišu pagasts / Gemeinde Salaspils; † 4. September 2020) war eine lettische Rosenzüchterin.

## Leben
1949 begann Dzidra Rieksta eine dreijährige Ausbildung an der Pauls Stradiņš Klinik in Riga. Nach Abschluss der Ausbildung war sie im Labor des Tuberkolosesanatoriums in Tērvete beschäftigt. Neben ihrer Berufstätigkeit absolvierte sie seit 1951 ein siebenjähriges landwirtschaftliches Studium an der Lettischen Akademie für Landwirtschaft. 1955 begann sie ihre Tätigkeit an der Forschungsstation für Zierpflanzen in Salaspils. Nach der Gründung des Botanischen Gartens Lettlands im Jahr 1956 begann sie als Laborantin mit ersten Arbeiten mit Rosen. Im gleichen Jahr wurden im Botanischen Garten etwa 1000 Rosensorten von renommierten Rosenschulen in Deutschland, u. a. von Wilhelm Kordes bezogen, die den Grundstock der Rosenzucht in Lettland gebildet haben. In den folgenden Jahren wählte Dzidra Rieksta etwa 350 Rosensorten aus, die für die klimatischen Bedingungen in Lettland geeignet sind. Geeignete Rosenzüchtungen müssen sich durch eine hohe Frost- und Pilzresistenz und Toleranz gegenüber hohen Regenmengen in der Blühsaison auszeichnen. 1957 züchtete sie gemeinsam mit Ilmar Riekstins erste Rosen, die jedoch keine starke Sonneneinstrahlung und langanhaltende Trockenheit vertragen haben.
Seit 1960 arbeitete sie als wissenschaftliche Mitarbeiterin am Botanischen Garten. Erste erfolgreiche Rosenzüchtungen mit 'Ritausma' und 'Abelzieds' wurden in den folgenden Jahren von ihr vorgestellt. Sie benutzte insbesondere die Rosensorte 'Abelzieds' als Ausgangsbasis für weitere Rosenzüchtungen. Im Jahr 1971 legte sie ihre agrarwissenschaftliche Dissertation mit dem Titel Erforschung und Auswahl von Rosensorten der Lettischen SSR vor.
1973 wurde sie als wissenschaftliche Leiterin der Zierpflanzenabteilung des Botanischen Gartens in Salaspils ernannt. Sie widmete ihr weiteres Berufsleben der Zucht von winterharten Parkrosen. Die Neuzüchtungen benannte sie bevorzugt nach Vornamen lettischer Frauen, Freundinnen und Kolleginnen. Von 2006 bis zu ihrer Pensionierung im Jahr 2009 war Dzidra Rieksta die führende Gartenbauspezialistin in der Abteilung Zierpflanzen im Freien im Nationalen Botanischen Garten. Nach ihrer Pensionierung wurde sie als Ratsmitglied des Botanischen Gartens berufen. Auch nach ihrer Pensionierung züchtete sie bis 2011 noch weitere Rosensorten.
Dzidra Rieksta veröffentlichte über 50 wissenschaftliche und populärwissenschaftliche Publikationen und vier Fachbücher über Rosen. Für ihre Verdienste um die Rosenzucht in Lettland wurde sie 2007 mit dem Drei-Sterne-Orden ausgezeichnet.

## Rosenzüchtungen (Auswahl)

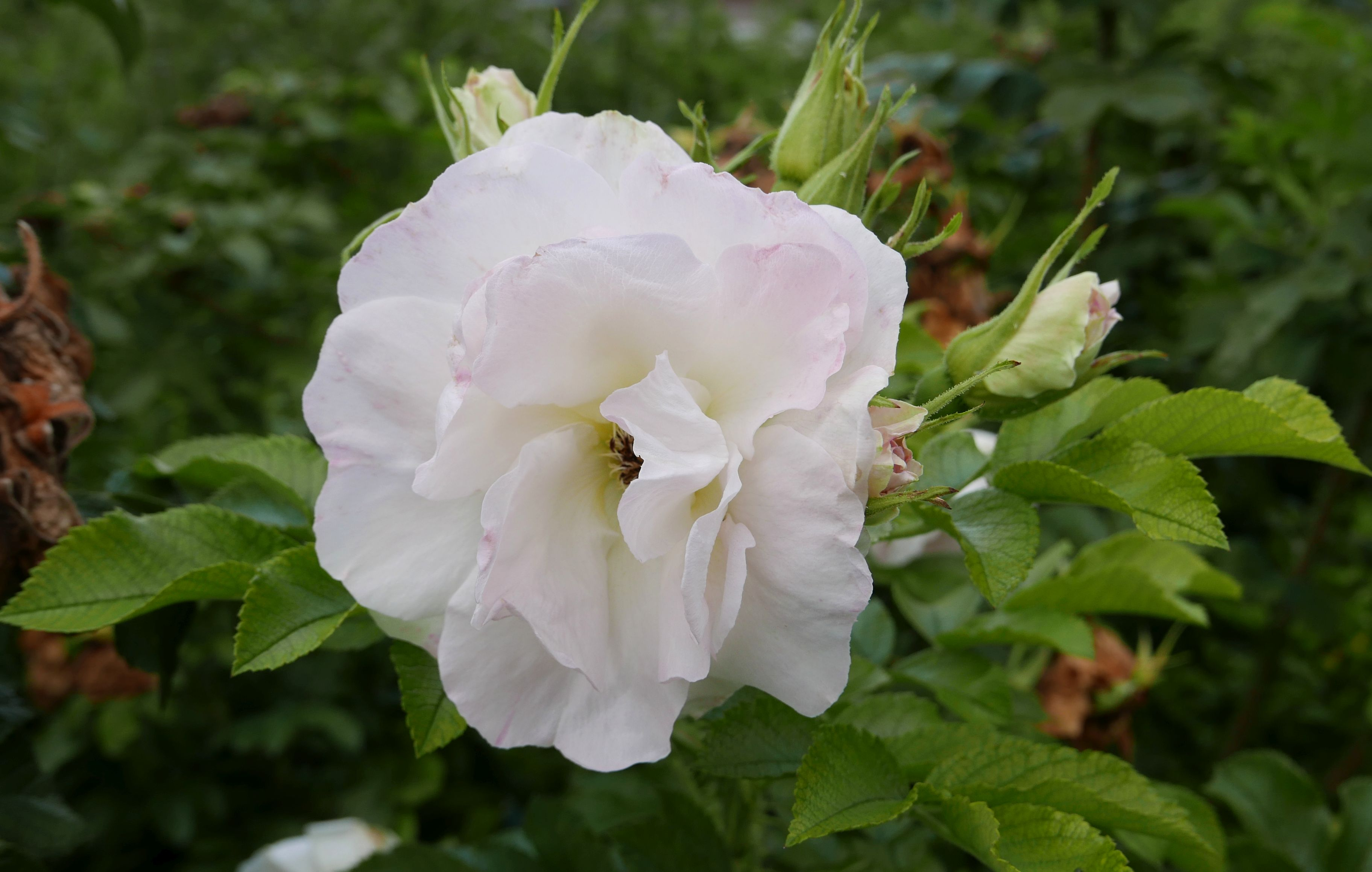
Rose 'Polareis' (1963) im Rosarium Sangerhausen

Im Laufe ihres Lebens züchtete Dzidra Rieksta über 20 anerkannte Rosensorten. Ihre Züchtungen werden in vielen botanischen Gärten und Rosarien, wie unter anderem im Nationalen Botanischen Garten Lettlands, im Rosengarten des Schlosses Rundāle, im Europa-Rosarium, im Deutschen Rosarium Dortmund, Rosarium Petrovic und Chaumont-Gistoux sowie im Botanischen Garten von Tallin, Copenhagen, Warschau und der Universität Tartu gezeigt.

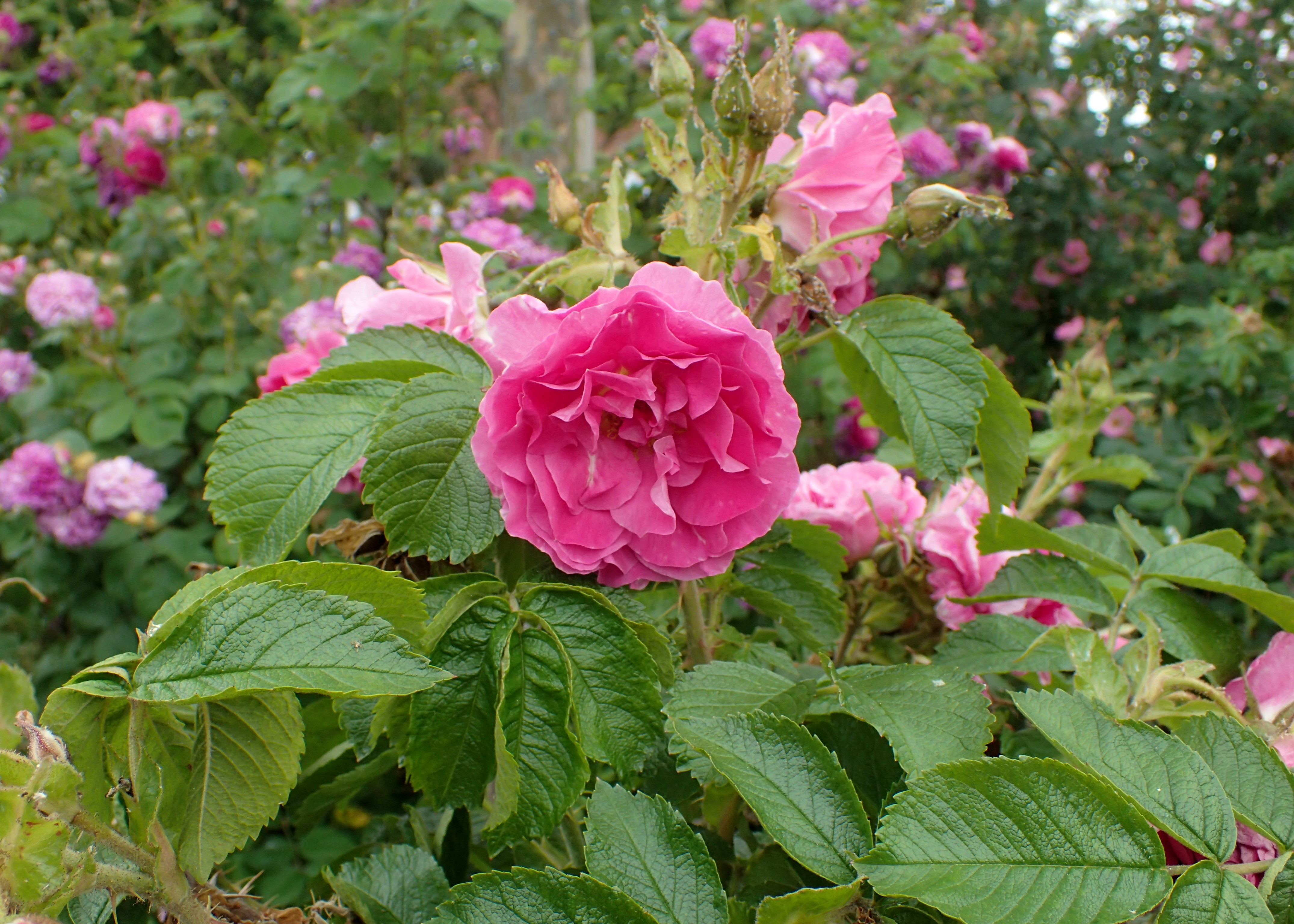
Rosa 'Abelzieds' im Rosarium Sangerhausen

- 'Abelzieds', 1968, rosa, gelegentlich remontierend
- 'Ritausma', (Syn. 'Polareis'; 'Kamtschatka'), 1963, weiß bis hellrosa
- 'Sniedze', 1977, weiß
- 'Marga', (Syn 'Sachalin'), 1979 / 1988, hellrosa
- 'Parsla', (Syn. Schneeflocke), 1980, weiß
- 'Guna', 1981, dunkles pink
- 'Zaiga', 1989, dunkles pink
- 'Agra', 1994, helles pink
- 'Liga', 1994, helles apricot
- 'Zilga', 1997, hell- bis dunkellila
- 'Skaidra', 2002, „die Klare“, weiß
- 'Kate', 2002, helles pink – purpurrot
- 'Raita', 2002 (Die Frische), rosa
- 'Violeta',  2005, rötlich bis purpur
- 'Agnese', 2005, reinweiß
- 'Alise', 2005, weiß
- 'Smaida', 2009, pink – helles violett
- 'Leide', 2009, weiß
- 'Enija', 2010, margenta
- 'Maija', 2011, pink – helles violett
- 'Santa', 2011, blush
- 'Vita', 2011, violett

## Veröffentlichungen von Dzidra Rieksta (Auswahl)
- Dzidra Alfredovna Rieksta: Rozes, 144 S., Riga 1965 (lett.)
- Semen Grigorevic Saakov & Dzidra Alfredovna Rieksta: Rozy, 359 S., Riga 1973
- Dzidra Alfredovna Rieksta: Latvijas PSR audzētās Rožu škirnes : Saraksts  (1978), 110 S., Riga 1978 (lett.)
- Dzidra Alfredovna Rieksta, V. Ozols, Valters Nollendorfs: Rozes, 223 S., Riga 1983 (engl.)
- Dzidra Alfredovna Rieksta: Rozy: bibliografičeskij ukazatel' 1815-1983, 337 S., Riga 1987 (lett.)